# Jesús Iradier
Jesús Iradier Núñez  (Madrid, Comunidad de Madrid, 19 de julio de 1949) es un ex baloncestista español. Con 1.93 de estatura, jugaba en la posición de alero. Después de dejar el baloncesto con 34 años se dedicaría a la pintura, teniendo su primera exposición al año de retirarse.
Es también nieto del famoso africanista y explorador español Manuel Iradier.

## Trayectoria
Nacido en Madrid el 19 de julio de 1949, con 13 años marcha a Segovia para estudiar interno, en donde se inicia en el mundo del baloncesto. A los 15 jugaba en el Imperio en segunda división y a los 16 ingresa en el KAS, después de asistir a una operación altura. Siendo un caso muy precoz, ya con 16 era titular en el equipo bilbaíno, equipo en el que juega por un espacio de 6 años, bajo las órdenes de Lester Lane y Xabier Añua. Su siguiente equipo sería el FC Barcelona, por un espacio de 5 años, llegando a la internacionalidad absoluta. Sus siguientes destinos serían el Bàsquet Manresa, jugando a un gran nivel un año, Estudiantes (1 año), Caja Rural (medio año), CB Zaragoza (3 años) y Saski Baskonia (1 año), equipo con el que se retiraría con 34 años. 
Aunque nunca llegó a jugar profesionalmente en el Real Madrid de Baloncesto sí que formó parte de la agrupación de veteranos del conjunto blanco durante aproximadamente 12 años. Precisamente en uno de los partidos de exhibición del equipo madrileño llegó en 1986 a Albacete. En la ciudad manchega el baloncesto estaba emergiendo con la aparición años antes del Club de Amigos del Baloncesto de Albacete. En ese partido de exhibición Iradier y Wayne Brabender reforzaron al equipo local y, a dos de sus máximos responsables Ignacio Encarnación y Miguel López Vallés se les ocurrió la idea de ofrecerle al jugador madrileño la posibilidad de jugar con el conjunto albaceteño en Tercera División.
Iradier viajaba todos los domingos a Albacete y, por 25.000 pesetas de la época por partido jugaba anotando en cada encuentro medias superiores a los 30 puntos. El Club de Amigos del Baloncesto de Albacete logró esa temporada 86-87 el ascenso a Segunda División e Iradier terminó instalándose en Albacete. En la temporada 89-90, y con los 40 años cumplidos, Iradier pasó al banquillo del equipo albaceteño.
Después del baloncesto se dedicaría profesionalmente a ser pintor de brocha fina.

El 7 de febrero de 2016 y con la presencia tanto de sus amigos de Albacete como de antiguos compañeros del mundo de la canasta como Vicente Ramos Cecilio y Vicente Paniagua recibió un emocionado homenaje en el Pabellón del Parque de la capital manchega.

## Internacionalidades
Fue internacional con España en 75 ocasiones, participando en los siguientes eventos:
- Juegos Olímpicos 1972: 11 posición.
- Mundial 1974: 5 posición.
- Eurobasket 1975: 4 posición.